# 加里寧格勒體育場
加里寧格勒體育場（也稱波罗的海体育场）是一個俄罗斯加里寧格勒十月岛足球體育場。它將舉行2018年國際足協世界盃。它也將成為俄羅斯全國足球聯賽加里寧格勒波羅的海足球俱樂部的球場取代波羅的海體育場。該球場也是與世界盃歷屆以來唯一一個與主辦國本土分離的球場。
這將是一個兩級體育場，配備超現代的安全系統和閉路電視。該項目是基於安联球场的概念，該場地主辦俄罗斯2018年國際足協世界盃幾場比賽。項目成本計劃在110億卢布左右。計劃於2017年進行調試。2018年世界杯后的體育場將變為25,000個座位，部分屋頂將被拆除。

## 歷史
2012年4月，區域政府，法國建築局Wilmotte＆Associes Sa體育場建設項目被選中。該項目本身價值7.2億美元。 50％的金額將從federal budget中分配，另一半來自區域預算。經過訓練有素的技術和估計文件後，施工將開始。值得注意的是，2018年世界杯后的體育場將成為一個25000個座位的場地。為了適應這個精簡，屋頂的一部分將被拆除。

2012年10月底，區域當局宣佈公開競賽，制定世界盃體育場的項目和工作文件。 獲獎者是Mostovik。 在2013年3月初，Mostovik發布了一個體育場素描，獲得了Baltika競技場的工作稱號。
2014年6月，鄂爾克斯克仲裁法院宣布“Mostovik”破產，並於2015年3月終止與該公司的合同。2014年4月1日，政府公佈的政府命令宣布任命ZAO“番紅花國際”為Ministry of Sports of the Russian Federation施工工程唯一執行者。加里寧格勒州政府與番紅花國際簽署了國家合同“制定項目設計方案和工作文件”。
據悉，2015年6月10日，體育館項目圖表被送到國家考察。2015年7月20日，體育館的佈局確定。
首先，區域當局考慮了在市中心建造新的體育設施的選擇，在當前的Baltika體育場。 最後，在2014年12月宣布十月岛將會是新體育場的位置，儘管它經常受到洪水的威脅，而且還需要額外的金融投資
2017年8月10日，體育場將被命名為“加里寧格勒體育場”，也可以是加里寧格勒體育場的英文寫法。

## 建造
土壤壓實工作於2014年12月竣工。2015年1月，開始為基礎設施建設做好準備。 那年的七月，體育館的樁和基礎測試開始進行。
鞏固十月岛排水工作。2016年9月，在完成工程達到43.75公頃的土地上，天然脆弱的土壤穩定下來。佔地面積20.02公頃，土地面積33.85公頃。
在挖掘過程中發現公用事業在地形測量中發現未標明的戰前建築物。這些問題很快就解決。該項目包括從十月島東部的橋樑連到街上。

## 足球比賽

### 2018年國際足總世界盃
| 日期          | 時間  | 第一隊伍 | 比數  | 第二隊伍 | 回合 | 觀眾數目 |
| ------------- | ----- | -------- | ----- | -------- | ---- | -------- |
| 2018年6月16日 | 21:00 | 克羅地亞 | 2 – 0 | 尼日利亞 | D組  | 31,136   |
| 2018年6月22日 | 20:00 | 塞爾維亞 | 1 – 2 | 瑞士     | E組  | 33,167   |
| 2018年6月25日 | 20:00 | 西班牙   | 2 – 2 | 摩洛哥   | B組  | 33,973   |
| 2018年6月28日 | 20:00 | 英格蘭   | 0 – 1 | 比利時   | G組  | 33,973   |